# 5886 Рутґер
5886 Рутґер (5886 Rutger) — астероїд головного поясу, відкритий 13 червня 1975 року.
Тіссеранів параметр щодо Юпітера — 3,211.